# Расторгуев, Алексей Леонидович
Алексе́й Леонидович Расторгуев (29 марта 1958, Москва — 5 октября 2023) — российский искусствовед, кандидат искусствоведения, доцент, коллекционер. Специализировался на искусстве поздней античности, искусстве западноевропейского Средневековья, византийской и поствизантийской иконе, истории христианской иконографии, искусстве Северного Возрождения, искусстве XX века. Область научных интересов — искусство и культура средневековой Европы и раннего Возрождения, современная художественная критика и вопросы культурологии.

## Биография
В 1980 году окончил отделение истории и теории искусства исторического факультета МГУ, а в 1984 году — аспирантуру кафедры всеобщей истории искусства, защитив кандидатскую диссертацию «Перспектива в живописи итальянского Возрождения. Основные этапы её исторического развития» под руководством В. Н. Гращенкова. С того же времени остался преподавать на кафедре сначала в качестве ассистента, младшего научного сотрудника, а с 1991 по 2023 год — доцента. Преподавал «Введение в историю искусств», «Искусство западноевропейского Средневековья», «Историю христианской иконографии», «Искусство Северного Возрождения от Дюрера до Брейгеля», «Художественные проблемы поздней готики», многочисленные спецкурсы и спецсеминары.
Владел английским, французским, немецким, итальянским и латинским (в несовершенстве) языками.
Член Ассоциации искусствоведов (АИС) с 2009 года, Московского союза художников отделения критики с 2006 года, Международной ассоциации «Missing Art in Europe» с 1993 года, почётный член Российской Академии художеств с 2011 года. Неоднократно выступал на телепередачах на ГТРК "Культура", посвященных искусству.
Был куратором проектов и выставок: выставки рисунков Бременской коллекции (Москва, 1993), выставки рисунка Альтдорфера из собрания Франца Кенигса (Роттердам, музей Бойманса — ван Бенингена, 1995), выставки гравюры Валантена ле Кампиона (Москва, 2005), а также галереи Петра Великого в Париже.
Помимо преподавательской и научной деятельности занимался историей белоэмигрантов. В годы перестройки публиковался (под псевдонимами) в парижском журнале «Континент» (Василий Тележинский) и парижской газете «Русская мысль» (С. Полозов; с начала 1991 г. в этой же газете под своим именем).
Сын — Василий Расторгуев, искусствовед, ведущий научный сотрудник отдела искусства старых мастеров ГМИИ им. А.С. Пушкина.
Скончался (от инсульта, случившегося 27 сентября) 5 октября 2023 года.

## Основные работы
- Перспектива в живописи итальянского Возрождения. Основные аспекты проблемы // Проблемы истории античности и средних веков. М., 1983. C.128-145
- Пространственные структуры в живописи Паоло Веронезе. Опыт интерпретации // Советское искусствознание’82. М., 1984. Вып.2. C.215-33
- Обманки // Декоративное искусство. 1984. № 6
- Измерение пространства человеческой фигурой. К истории одного композиционного приема в живописи раннего Возрождения // Пространство картины. М., 1988
- Новая жизнь, или возвращение к колыбельной // Иосиф Бродский размером подлинника. Таллин., 1990. С.193-214
- Интуиция абсолюта в поэзии Иосифа Бродского // Звезда. 1993. № 1. С.173-183
- К истории коллекции рисунков Дрезденского гравюрного кабинета // Spoils of War. New York, 1996. P.160-166
- Место и природа символа в пространственной композиции итальянских «Благовещений» XV века // Вопросы искусствознания. XI (2.97). М., 1997. С.298-317
- Вопросы искусствознания. XI (2.97) М. 1997. С.298-317
- Синайские иконы. «Русская мысль», август 1999
- Музеи Ватикана. Журнал «ГЕО», 2, 1998. (и сайт АИС)
- Сикстинская капелла Ватикана. Журнал «ГЕО», 2, 1998 (и сайт АИС)
- Памяти учителя // «Итальянский сборник». М., 2005. Вып.4. С.5-7
- Изучение христианской культуры как часть религиозного опыта современности: от С. С. Аверинцева до наших дней // Церковное искусство и его преподавание" Труды научной конференции Свято-Филаретовской духовной академии. М., 2007. С.34-61
- Выставка собрания Петра Ивановича Щукина в Историческом музее. — Сайт Ассоциации искусствоведов, 2006
- Жизнь и труды Эмиля Маля. Предисловие к переводу книги Э.Маля «Религиозное искусство XIII века во Франции» // Эмиль Маль. Религиозное искусство XIII века во Франции. М., 2009. С.5-20
- Отдельные части прошлого. // «Дважды диссидент. Сборник памяти Владимира Прибыловского». СПб, «Звезда», 2017. С. 140—145.
- Юра Николаев: Париж… Рим… // «Юра Николаев: был, участвовал, состоял. Воспоминания жены, друзей и товарищей». Париж — Сан-Франциско, издание Бориса Грибановского, 2019. С. 71-80.
- В парижской газете «Русская мысль» статьи на различные темы, а также интервью с ним, были в следующих номерах (до 1991 года под псевдонимом Сергей Полозов): 3732, 3734, 3737, 3795, 3800, 3801, 3813, 3819, 3828, 3831, 3836, 3840, 3849, 3853, 3862, 3872, 3873, 3882, 3892, 3923, 3935, 3928.

Диссертация
- Перспектива в живописи итальянского Возрождения. Основные аспекты проблемы // Проблемы истории античности и средних веков. М., 1983. C.128-145

## Учебные курсы
Лекции
- Введение в историю искусства (для студентов-искусствоведов 1 курса)
- Западноевропейское искусство Средних веков (для студентов-искусствоведов 2 курса)
- История зарубежного искусства (для студентов-историков)

Семинары
- Описание и анализ памятников (для студентов-искусствоведов 1 курса)

Спецкурсы
- История христианской иконографии
- Художественные проблемы искусства поздней античности
- Иконография великих французских готических соборов
- Поздняя готика и искусство «ars nova»

Спецсеминары
- Художественные проблемы поздней готики
- Иконография искусства Северного Возрождения от Дюрера до Брейгеля

## Документалистика
- Телепрограмма-лекция из серии «История искусства». ИП Петросянц В.Е. по заказу ВГТРК. 2019 г (19 июня 2019). Алексей Расторгуев. «4 элемента Джузеппе Арчимбольдо».  50 мин. ГТРК «Культура». {{cite episode}}: |series= пропущен или пуст (справка); Внешняя ссылка в |credits= (справка)